# 그리스의 호수 목록
이는 그리스의 호수 목록이다.

## 그리스의 자연 호수
- 중앙그리스
  - 암브라키아호

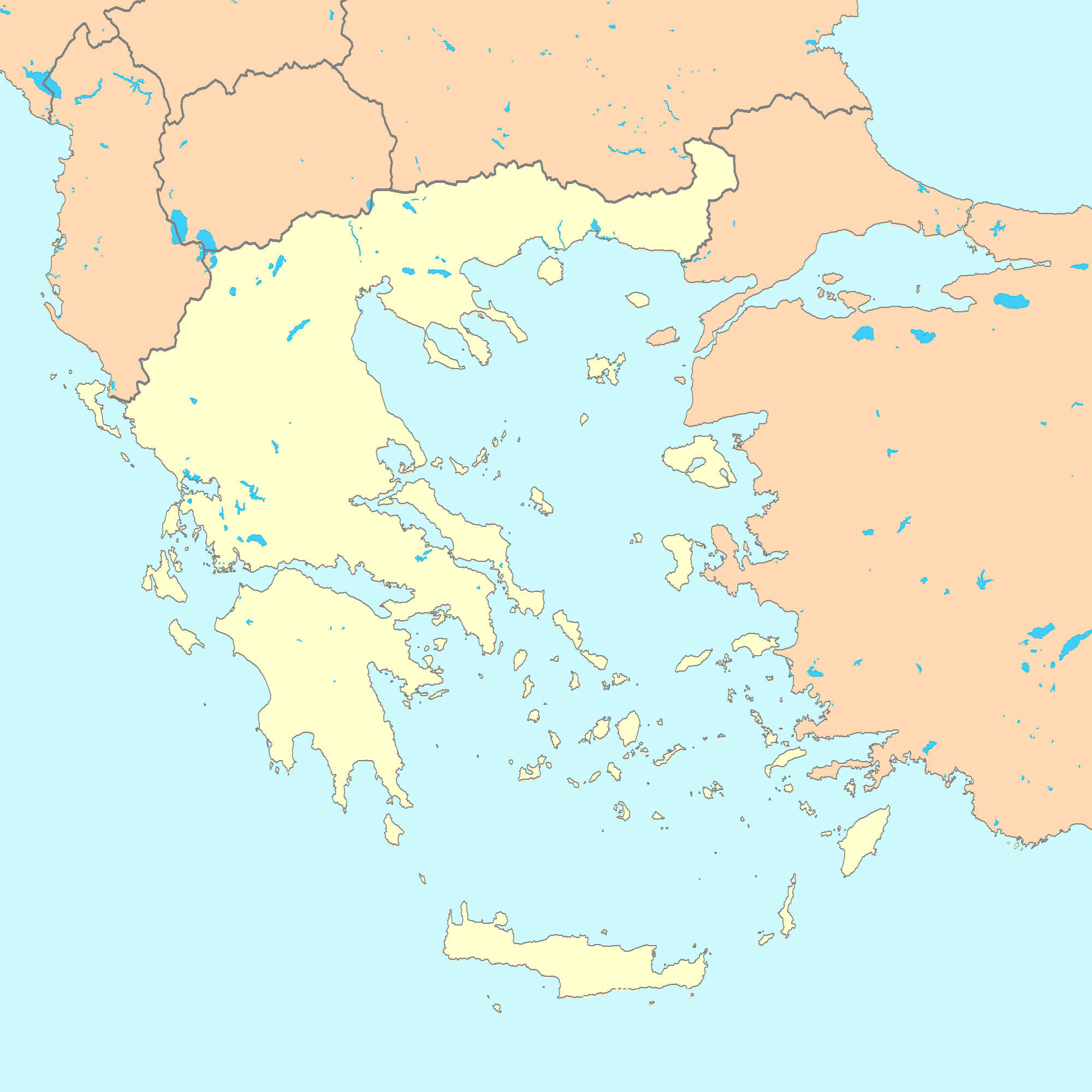
Natural and artificial lakes in Greece.

  - 디스토스호, 에우보에아, 현재 대부분 증발
  - 리시마키아호
  - 오제로스호
  - 살티니호
  - 불카리아호
  - 일리키호
  - 트리코니다호
  - 불리아그메니호, 아티카
- 크레타
  - 쿠르나호
  - 불리스메니호
- 이피로스
  - 이온니아호 (팜보티스)
  - 모르피호
- 마케도니아
  - 키마디티다호
  - 도이라니호, 동부 부분
  - 카스토리아호 (오레스티아다)
  - 코로니아호
  - 프레스파호, 남동부 부분
  - 소프레스파호
  - 베고리티다호
  - 볼비호
  - 자자리호
- 트라키아
  - 미트리쿠호
  - 비스토니다호
- 펠로폰네소스
  - 카이아파스호
  - 라미아호, 아카이아
  - 스팀팔리아호
  - 불리아그메니호, 코린티아
  - 타카호

### 전 자연 호수
- 코파이스호, 보에오티아
- 카리아호 (보이비스), 볼로스 근처

## 인공 호수
- 중앙그리스
  - 에비노스 호
  - 카스트라키 호
  - 크레마스타 또는 아켈로오스 호수
  - 마라톤 호
  - 모르노스 호
  - 스트라토스 호
- 마케도니아
  - 케르키니 호
  - 폴리피토스 호
  - 아그라 호수, Pella
- 펠로폰네소스
  - 독사호
  - 라돈호
  - 피네이오스 호
  - 트실리블루호
- 테살리아
  - 플라스티라스호

### 미래 인공 호수
- 카를라호 (복원 예정)